# Liste des sites Ramsar en Australie
Cet article recense les zones humides d'Australie concernées par la convention de Ramsar.

## Statistiques
La convention de Ramsar est entrée en vigueur en Australie le 21 décembre 1975.
En janvier 2020, le pays compte 66 sites Ramsar, couvrant une superficie de 83 076,94 km2.

## Liste
| Site                                                              | État/Territoire                        | Notes | Date              | Superficie (km²) | Altitude (m)  | Identifiant Ramsar | Identifiant WDPA | Coordonnées                       | Photo |
| ----------------------------------------------------------------- | -------------------------------------- | --- | ----------------- | ---------------- | ------------- | ------------------ | ---------------- | --------------------------------- | ----- |
| Péninsule de Cobourg                                              | Territoire du Nord                     | | 8 mai 1974        | 2 207,00         | 0 - 160       | 1                  | 67762            | 11° 25′ 01″ sud, 132° 15′ 00″ est |       |
| Parc national de Kakadu                                           | Territoire du Nord                     | | 6 décembre 1980   | 19 797,66        | 0 - 464       | 204                | 67763            | 12° 40′ 01″ sud, 132° 45′ 00″ est |       |
| Moulting Lagoon (en)                                              | Tasmanie                               | | 16 novembre 1982  | 45,07            | 0 - 20        | 251                | 67764            | 42° 01′ 59″ sud, 148° 10′ 59″ est |       |
| Logan Lagoon (en)                                                 | Tasmanie                               | | 16 novembre 1982  | 22,57            |               | 252                | 67765            | 40° 10′ 01″ sud, 148° 16′ 59″ est |       |
| Réserve d'État de Lavinia (en)                                    | Tasmanie                               | | 16 novembre 1982  | 70,34            | 0 - 20        | 253                | 198308           | 39° 45′ 00″ sud, 144° 04′ 59″ est |       |
| Pittwater-Orielton Lagoon (en)                                    | Tasmanie                               | | 16 novembre 1982  | 33,34            | 0 - 20        | 254                | 67767            | 42° 46′ 59″ sud, 147° 30′ 00″ est |       |
| Marais d'Apsley (en)                                              | Tasmanie                               | | 16 novembre 1982  | 8,80             | 0 - 20        | 255                | 67768            | 41° 58′ 59″ sud, 148° 12′ 00″ est |       |
| Île du Cap Barren, lagunes de la côte orientales                  | Tasmanie                               | | 16 novembre 1982  | 44,73            | 0 - 20        | 256                | 67769            | 40° 22′ 41″ sud, 148° 24′ 04″ est |       |
| Plaine d’inondation de la basse Ringarooma (en)                   | Tasmanie                               | | 16 novembre 1982  | 35,19            | 0 - 20        | 257                | 67770            | 40° 54′ 00″ sud, 147° 55′ 59″ est |       |
| Jocks Lagoon (en)                                                 | Tasmanie                               | | 16 novembre 1982  | 0,19             | 0 - 20        | 258                | 67771            | 41° 20′ 42″ sud, 148° 18′ 29″ est |       |
| Réserve lacustre d'Interlaken (en)                                | Tasmanie                               | | 16 novembre 1982  | 5,17             |               | 259                | 198309           | 42° 09′ 00″ sud, 147° 10′ 01″ est |       |
| Little Waterhouse Lake (en)                                       | Tasmanie                               | | 16 novembre 1982  | 0,56             | 40            | 260                | 67773            | 40° 52′ 30″ sud, 147° 36′ 40″ est |       |
| Corner Inlet (en)                                                 | Victoria                               | | 15 décembre 1982  | 671,86           | 0 - 20        | 261                | 67774            | 38° 45′ 00″ sud, 146° 31′ 59″ est |       |
| Forêt de Barmah (en)                                              | Victoria                               | | 15 décembre 1982  | 285,15           | 0 - 90        | 262                | 67775            | 35° 55′ 01″ sud, 145° 07′ 59″ est |       |
| Forêt de Gunbower (en)                                            | Victoria                               | | 15 décembre 1982  | 199,31           | 0 - 80        | 263                | 67776            | 35° 49′ 01″ sud, 144° 19′ 01″ est |       |
| Lacs Hattah-Kulkyne                                               | Victoria                               | | 15 décembre 1982  | 9,55             | 0 - 40        | 264                | 67777            | 34° 40′ 59″ sud, 142° 25′ 59″ est |       |
| Zones humides de Kerang (en)                                      | Victoria                               | | 15 décembre 1982  | 97,84            | 0 - 80        | 265                | 67778            | 35° 39′ 40″ sud, 143° 52′ 16″ est |       |
| Baie de Port Philip et péninsule Bellarine (en)                   | Victoria                               | | 15 décembre 1982  | 228,97           | 0 - 10        | 266                | 67779            | 38° 04′ 01″ sud, 144° 36′ 00″ est |       |
| Baie de Western Port                                              | Victoria                               | | 15 décembre 1982  | 592,97           | 0 - 20        | 267                | 67780            | 38° 22′ 01″ sud, 145° 16′ 59″ est |       |
| Lacs du district oriental (en)                                    | Victoria                               | Comprend les lacs Beeac (en), Bookar, Colongulac, Corangamite, Cundare, Gnarpurt, Milangil, Murdeduke et Terangpom. | 15 décembre 1982  | 328,98           | 0 - 40        | 268                | 67781            | 38° 10′ 01″ sud, 143° 31′ 01″ est |       |
| Lacs du Gippsland                                                 | Victoria                               | | 15 décembre 1982  | 600,15           | 0 - 20        | 269                | 67782            | 38° 00′ sud, 147° 36′ est         |       |
| Lac Albacutya (en)                                                | Victoria                               | | 15 décembre 1982  | 57,31            | 80            | 270                | 67783            | 35° 46′ 01″ sud, 141° 58′ 01″ est |       |
| Towra Point (en)                                                  | Nouvelle-Galles du Sud                 | | 21 février 1984   | 6,04             | 0 - 5         | 286                | 67784            | 34° 00′ 00″ sud, 151° 10′ 01″ est |       |
| Zones humides de l'estuaire du Hunter (en)                        | Nouvelle-Galles du Sud                 | | 21 février 1984   | 33,88            | 0 - 10        | 287                | 67785            | 32° 51′ 00″ sud, 151° 46′ 01″ est |       |
| Coorong, lac Alexandrina et lac Albert                            | Australie-Méridionale                  | | 11 janvier 1985   | 1 425,30         | 0             | 321                | 67786            | 35° 18′ 00″ sud, 138° 43′ 59″ est |       |
| Bool (en) et Hacks (en) Lagoons                                   | Australie-Méridionale                  | | 1er novembre 1985 | 32,00            | 50            | 322                | 67787            | 37° 07′ 59″ sud, 140° 40′ 59″ est |       |
| Marais de Macquarie (en)                                          | Nouvelle-Galles du Sud                 | | 1er août 1986     | 198,50           | 135 - 145     | 337                | 67788            | 30° 45′ sud, 147° 33′ est         |       |
| Lacs de Coongie                                                   | Australie-Méridionale                  | | 15 juin 1987      | 21 789,52        | 25 - 120      | 376                | 67789            | 27° 34′ 34″ sud, 139° 56′ 28″ est |       |
| Riverland                                                         | Australie-Méridionale                  | | 23 septembre 1987 | 306,40           | 15 - 20       | 377                | 67790            | 34° 01′ 59″ sud, 140° 51′ 00″ est |       |
| Innamincka Regional Reserve                                       | Australie-Méridionale                  | | 1988              |                  |               | 1                  |                  | 28° 38′ 16″ sud, 140° 26′ 01″ est |       |
| Plaine d’inondation de l'Ord River (en)                           | Australie-Occidentale                  | | 7 juin 1990       | 1 407,66         | 0 - 350       | 477                | 67792            | 15° 31′ sud, 128° 20′ est         |       |
| Lacs Argyle et Kununurra (en)                                     | Australie-Occidentale                  | | 7 juin 1990       | 1 500,00         |               | 478                | 67793            | 16° 19′ 59″ sud, 128° 39′ 00″ est |       |
| Baie de Roebuck (en)                                              | Australie-Occidentale                  | | 7 juin 1990       | 550,00           |               | 479                | 67794            | 18° 07′ 01″ sud, 122° 16′ 01″ est |       |
| Eighty Mile Beach                                                 | Australie-Occidentale                  | | 7 juin 1990       | 1 250,00         |               | 480                | 67795            | 19° 28′ 59″ sud, 120° 34′ 59″ est |       |
| Lacs Forrestdate et Thomsons (en)                                 | Australie-Occidentale                  | | 7 juin 1990       | 7,54             | 12 - 22       | 481                | 67796            | 32° 09′ 00″ sud, 115° 52′ 01″ est |       |
| Système Peel-Yalgorup (en)                                        | Australie-Occidentale                  | | 7 juin 1990       | 265,30           | 0             | 482                | 67797            | 32° 49′ 01″ sud, 115° 42′ 00″ est |       |
| Lac Toolibin                                                      | Australie-Occidentale                  | | 7 juin 1990       | 4,97             | 300           | 483                | 67798            | 32° 55′ 01″ sud, 117° 36′ 29″ est |       |
| Système Vasse-Wonnerup (en)                                       | Australie-Occidentale                  | | 7 juin 1990       | 11,09            | 0 - 6         | 484                | 67799            | 33° 38′ 06″ sud, 115° 25′ 01″ est |       |
| Système du Lac Warden (en)                                        | Australie-Occidentale                  | | 7 juin 1990       | 23,00            |               | 485                | 67800            | 33° 48′ 00″ sud, 121° 55′ 59″ est |       |
| Hosnies Spring (en)                                               | Île Christmas                          | | 11 décembre 1990  | 2,02             | 0 - 37        | 512                | 26622            | 10° 28′ 01″ sud, 105° 40′ 59″ est |       |
| Baie Moreton                                                      | Queensland                             | | 22 octobre 1993   | 1 133,14         | 0 - 280       | 631                | 95317            | 27° 19′ 59″ sud, 153° 10′ 01″ est |       |
| Bowling Green Bay National Park                                   | Queensland                             | | 22 octobre 1993   | 355,00           | 0 - 558       | 632                | 95318            | 19° 27′ sud, 147° 15′ est         |       |
| Lacs de Currawinya                                                | Queensland                             | | 11 mars 1996      | 1 513,00         | 116 - 192     | 791                | 166857           | 28° 47′ 35″ sud, 144° 33′ 11″ est |       |
| Baies de Shoalwater (en) et de Corio                              | Queensland                             | | 1er mars 1996     | 2 020,23         | 0 - 209       | 792                | 166862           | 22° 33′ 58″ sud, 150° 29′ 42″ est |       |
| Complexe des tourbières subalpines de Ginini Flats (en)           | Territoire de la capitale australienne | Compris dans le parc national de Namadgi                                                                            | 1er mars 1996     | 3,50             | 1 520 - 1 600 | 793                | 166858           | 35° 31′ 30″ sud, 148° 46′ 52″ est |       |
| Parc national de North Keeling                                    | Îles Cocos                             | | 17 mars 1996      | 26,03            | 0             | 797                | 166861           | 11° 49′ 01″ sud, 96° 49′ 01″ est  |       |
| Réserve naturelle de Little Llangothlin (en)                      | Nouvelle-Galles du Sud                 | | 17 mars 1996      | 2,576            | 1 355 - 1 380 | 798                | 166860           | 30° 05′ 10″ sud, 151° 46′ 55″ est |       |
| Lac Pinaroo (en)                                                  | Nouvelle-Galles du Sud                 | | 17 mars 1996      | 7,19             | 120           | 799                | 166859           | 29° 06′ 00″ sud, 141° 13′ 01″ est |       |
| Lac Bleu (en)                                                     | Nouvelle-Galles du Sud                 | | 17 mars 1996      | 3,38             | 1 900         | 800                | 166856           | 36° 24′ 00″ sud, 148° 19′ 01″ est |       |
| Great Sandy Strait (en)                                           | Queensland                             | | 14 juin 1999      | 931,60           | -6 - 2        | 992                | 198306           | 25° 28′ 01″ sud, 152° 54′ 00″ est |       |
| Zones humides de Gwydir (en) : Gingham et Basse-Gwydir            | Nouvelle-Galles du Sud                 | | 14 juin 1999      | 8,23             | 160           | 993                | 198307           | 29° 18′ 00″ sud, 149° 13′ 59″ est |       |
| Lacs Myall                                                        | Nouvelle-Galles du Sud                 | | 14 juin 1999      | 446,12           | 0 - 495       | 994                | 220070           | 32° 30′ 00″ sud, 152° 16′ 59″ est |       |
| Réserve naturelle des lacs Narran (en)                            | Nouvelle-Galles du Sud                 | | 14 juin 1999      | 84,47            | 120 - 140     | 995                | 220071           | 29° 43′ 01″ sud, 147° 25′ 59″ est |       |
| Zones humides de Becher Point (en)                                | Australie-Occidentale                  | | 5 janvier 2001    | 7,08             | 0 - 10        | 1048               | 900559           | 32° 22′ 01″ sud, 115° 43′ 59″ est |       |
| Lac Gore (en)                                                     | Australie-Occidentale                  | | 5 janvier 2001    | 40,17            | 10 - 20       | 1049               | 900560           | 33° 46′ 59″ sud, 121° 28′ 59″ est |       |
| Système Muir (en)-Byenup                                          | Australie-Occidentale                  | | 5 janvier 2001    | 106,31           | 170 - 180     | 1050               | 900561           | 34° 28′ 59″ sud, 116° 43′ 01″ est |       |
| Zones humides Edithvale-Seaford (en)                              | Victoria                               | | 29 août 2001      | 2,61             | 0 - 1         | 1096               | 900558           | 38° 04′ 01″ sud, 145° 07′ 01″ est |       |
| Parc maritime de l'île Ashmore (en)                               | Îles Ashmore-et-Cartier                | | 21 octobre 2002   | 583,00           | 0 - 3         | 1220               | 900733           | 12° 13′ 59″ sud, 123° 07′ 01″ est |       |
| Complexe de zone humide de Banrock Station (en)                   | Australie-Méridionale                  | | 21 octobre 2002   | 13,75            | 5 - 62        | 1221               | 900734           | 34° 10′ 59″ sud, 140° 19′ 59″ est |       |
| Réserves de la mer de Corail (en)                                 | Îles de la mer de Corail               | | 21 octobre 2002   | 17 289,20        | 0 - 5         | 1222               | 900735           | 16° 52′ 12″ sud, 149° 49′ 16″ est |       |
| Réserve nationale maritime des récifs Elizabeth et Middleton (en) | Îles de la mer de Corail               | | 21 octobre 2002   | 1 877,26         | -2 - 2        | 1223               | 900736           | 29° 27′ 00″ sud, 159° 07′ 01″ est |       |
| Zones humides de Fivebough et Tuckerbil (en)                      | Nouvelle-Galles du Sud                 | | 21 octobre 2002   | 6,89             | 135           | 1224               | 900737           | 34° 30′ 00″ sud, 146° 22′ 59″ est |       |
| The Dales (en)                                                    | Île Christmas                          | | 21 octobre 2002   | 5,80             | 0 - 150       | 1225               | 900738           | 10° 28′ 59″ sud, 105° 34′ 01″ est |       |
| Forêts d'État du Murray central (en)                              | Nouvelle-Galles du Sud                 | | 20 mai 2003       | 839,92           | 78 - 96       | 1291               | 901292           | 35° 39′ sud, 144° 39′ est         |       |
| Zones humides du Paroo                                            | Nouvelle-Galles du Sud                 | | 13 septembre 2007 | 1 383,04         | 110 - 150     | 1716               | 109003           | 30° 19′ 59″ sud, 143° 51′ 00″ est |       |
| Zones humides karstiques de Piccaninnie Ponds (en)                | Australie-Méridionale                  | | 21 décembre 2012  | 8,62             | 0 - 20        | 2136               | 555558376        | 38° 03′ 00″ sud, 140° 55′ 59″ est |       |
| Estuaire du Glenelg et Baie Discovery                             | Victoria                               | | 28 février 2018   | 222,89           | 0 - 20        | 2344               | 555637355        | 38° 05′ 02″ sud, 141° 07′ 26″ est |       |